# 엠파이어 스테이트 빌딩
엠파이어 스테이트 빌딩(Empire State Building)은 미국 뉴욕주 뉴욕 맨해튼섬 5번가와 34블록 일대에 위치하고 있는, 1931년에 지어진 아르 데코 양식의 건물이다. 지상 102층에 높이는 381 m이며 1953년에 설치된 안테나 탑을 포함할 경우 443 m이다. 86층의 콘크리트 건물 위의 16층 짜리 철탑은 본래 비행선의 계류탑을 목적으로 만들어졌으나 바람이 심해 비행선 정박이 위험하다는 이유로 거의 사용되지 않았으며 현재는 전망대와 방송용 안테나만이 위치해있다. 또한 영화 킹콩에서 킹콩이 안테나 탑에서 벌이는 장면으로도 유명하다. 엠파이어 스테이트 빌딩에는 73개의 엘리베이터가 있으며 모두 합친 길이는 무려 11 km나 된다. 또한 102층까지 1,860개의 계단이 있으며 6,500개의 창문이 있다. 건물에는 약 940개의 회사와 약 20,000명의 사람들이 일하고 있다. 세계 무역 센터가 지어지기 전에는 세계에서 가장 높은 건물이었다. 9.11 테러로 세계 무역 센터가 붕괴되고 나서는 다시 뉴욕시에서 가장 높은 건물이 되었다. 이 빌딩을 정점(頂點)으로 하는 마천루군은 20세기 전반(前半) 뉴욕의 비즈니스 기능의 집중을 단적으로 대변해 주는 상징이다.

## 역사
1929년 기공식을 통해 공사를 시작하였고, 2년 뒤인 1931년에 공사를 마쳤으며, 1953년 최종적으로 안테나 탑이 설치되었다. 그래서 약 1년 동안 세계 최고층 마천루 자리를 지킨 크라이슬러 빌딩을 눌러 약 41년 동안 세계 최고층 마천루 자리를 지켰다.
그동안 뉴욕에서 3번째로 높은 마천루였으나 9·11 테러로 세계 무역 센터가 파괴되어 2012년까지는 뉴욕에서 가장 높은 빌딩이라는 타이틀을 가지게 되었다.
이후 2013년 신 세계무역센터 원 월드 트레이드 센터가 541.32 m로 공사가 완료되어 뉴욕에서  가장 높은 빌딩이 되었으며, 미국 내에서는 뉴욕의 원 월드 트레이드 센터 (541.32m) 센트럴 파크 타워 (472.4m) 시카고에 위치한 윌리스 타워 (442m) 뉴욕에 위치한 원 밴더빌트 (427m) 432 파크 애비뉴 (425.5m) 시카고에 있는 트럼프 인터내셔널 호텔 앤 타워 (423.2m) 뉴욕에 위치한 30 허드슨 야드 (395.5m) 다음으로 8번째다.

## 시설

### 전망대
건물 내부에서 엘리베이터를 타고 전망대가 있는 곳으로 가면 되는데 86층과 102층에 있다. 2019년 102층 전망대가 새롭게 탄생했다.

## 파노라마

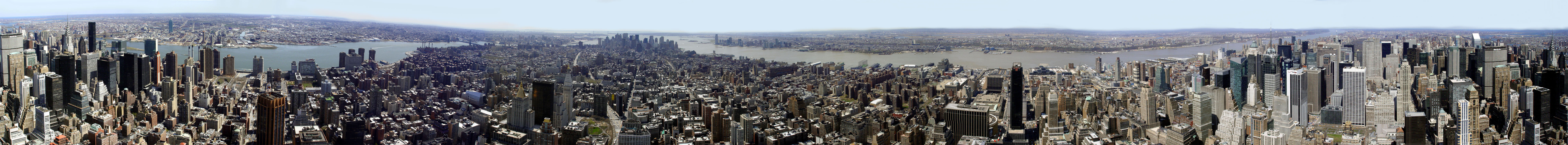
86층 전망대에서 바라본 뉴욕 시의 파노라마 사진. 2005년 봄에 촬영.

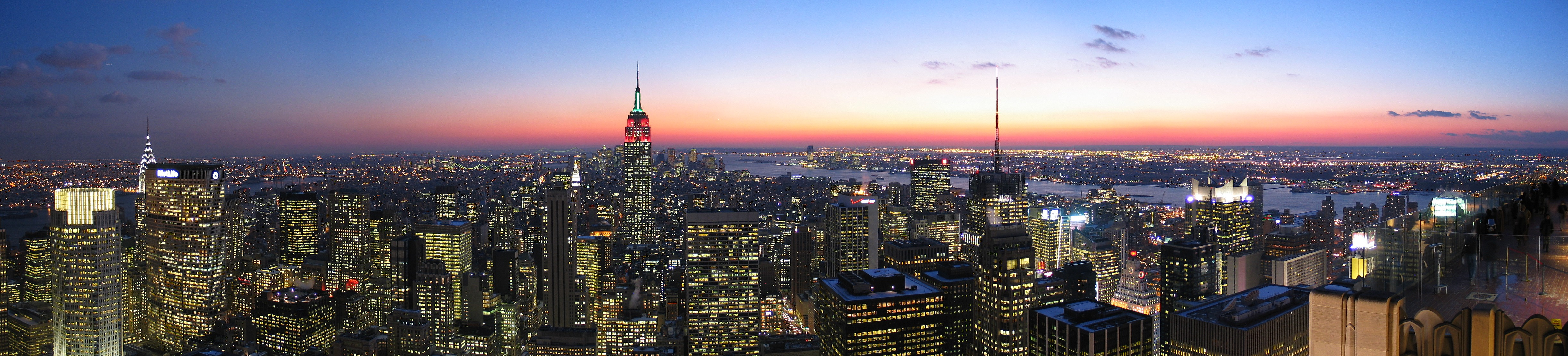
록펠러 센터의 '록의 꼭대기' 전망대 상층에서 바라본, 엠파이어 스테이트 빌딩의 남단. 록펠러 센터 전망대 하층은 사진 오른쪽 끝 아래에 약간 보인다. 2005년 12월 6일에 촬영.

## 사적지 지정
1981년 5월 18일 뉴욕시의 랜드마크 보존위원회(New York City Landmarks Preservation Commission)가 엠파이어 스테이트 빌딩을 랜드마크로 선정했다. 1986년 미국 국립공원관리청이 엠파이어 스테이트 빌딩을 미국 국립역사기념물로 지정했다.

## 갤러리

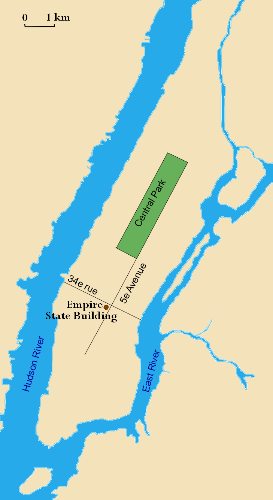
엠파이어 스테이트 빌딩 위치.
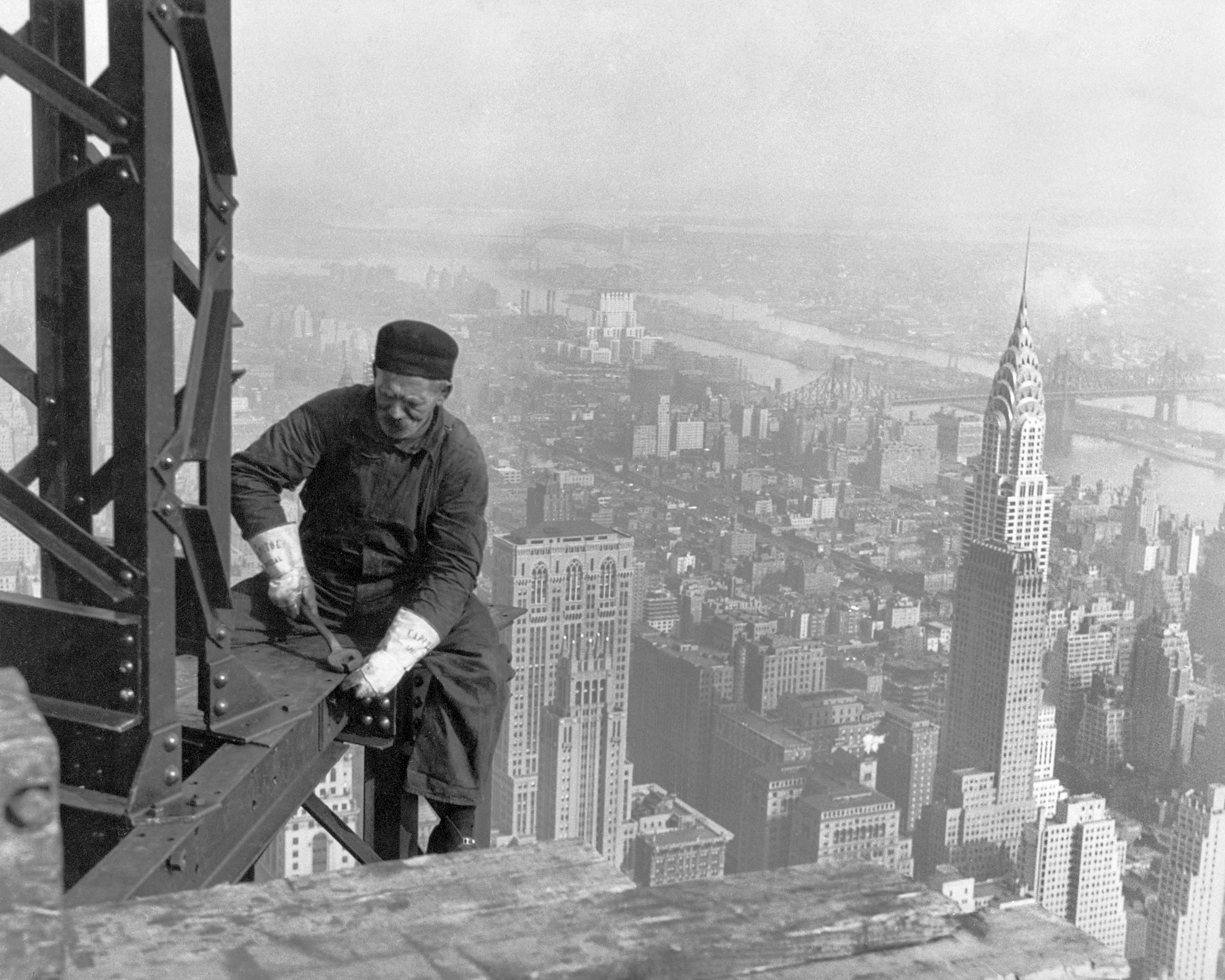
건축 당시 한 노동자를 촬영한 사진.
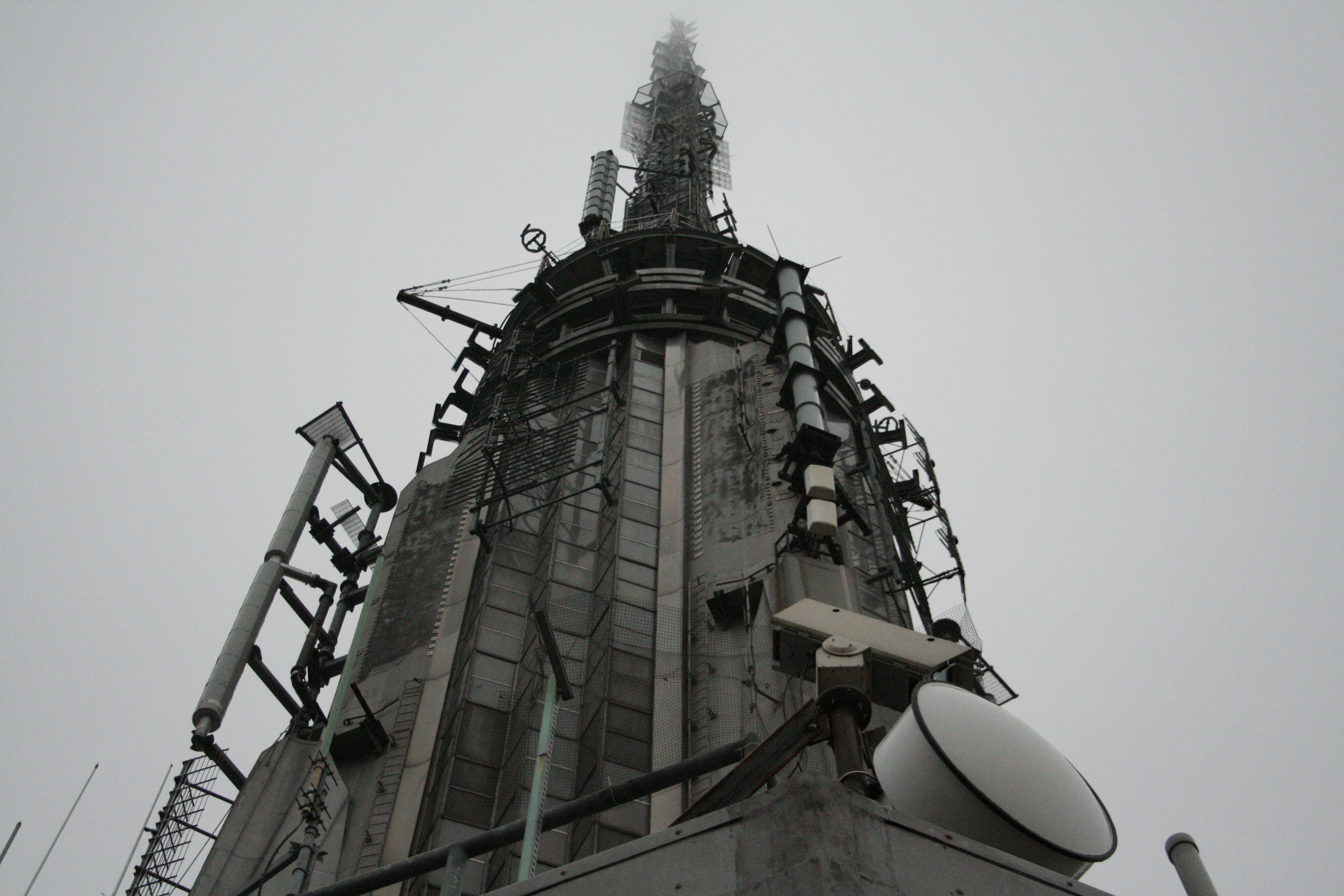
방송용 통신 장비가 엠파이어 스테이트 빌딩 옥상에 설치되어 있다.
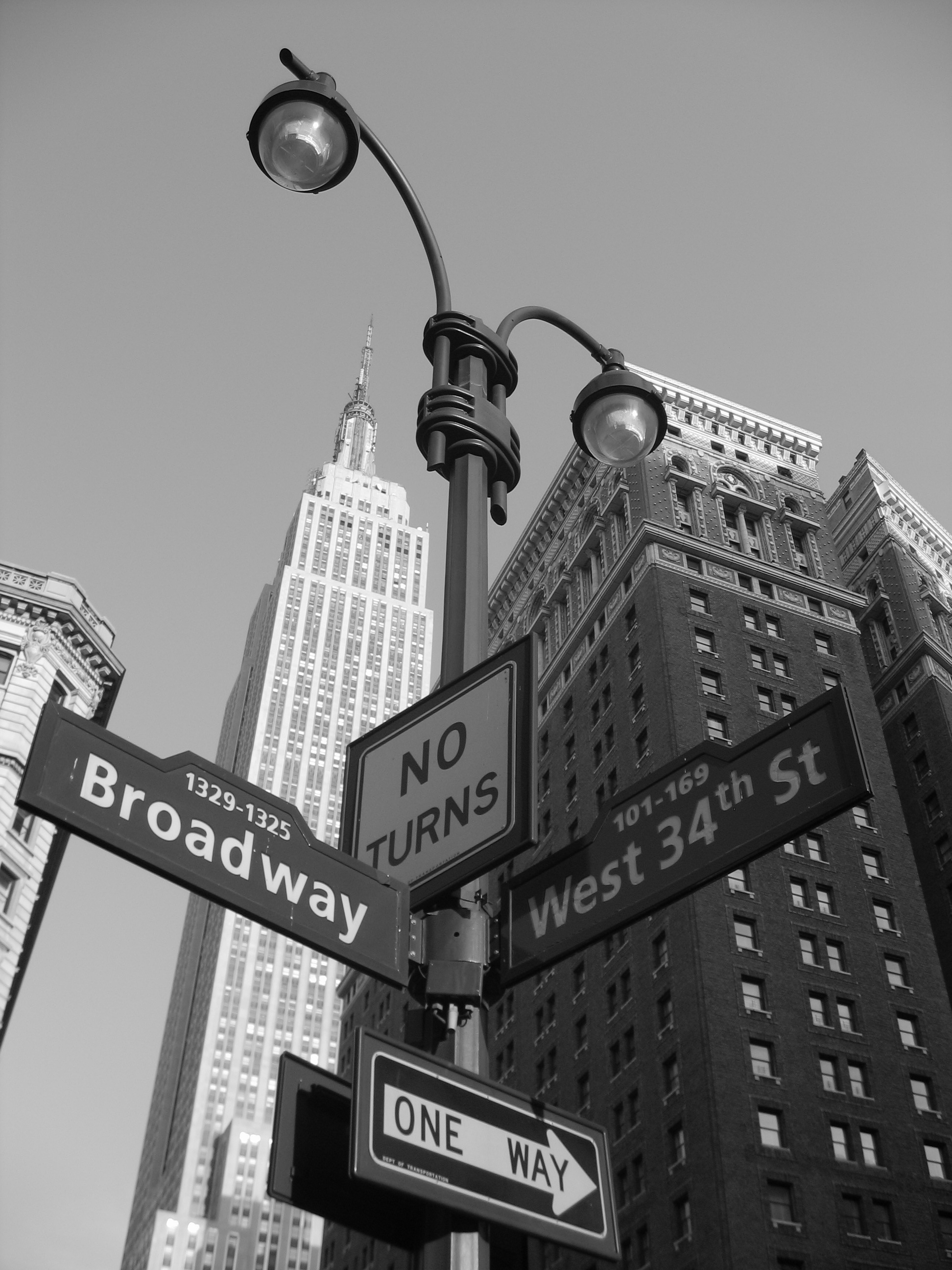
메이시 가에서 올려다 본 빌딩의 모습.
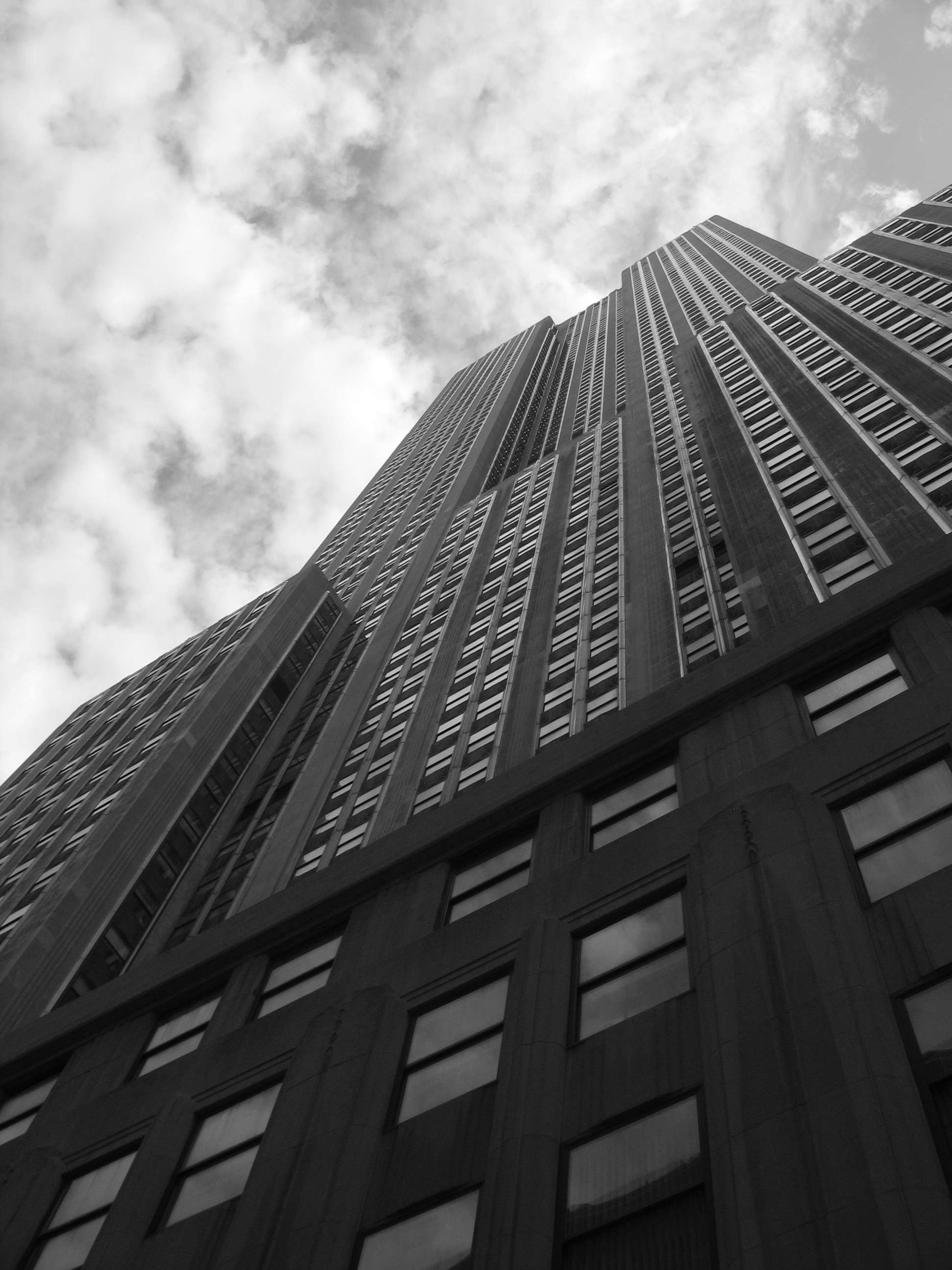
지상에서 바라볼 때의 빌딩 모습.
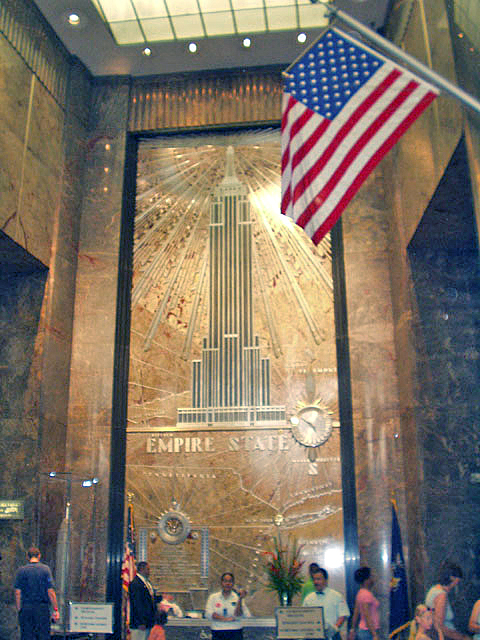
출입 로비 내부.
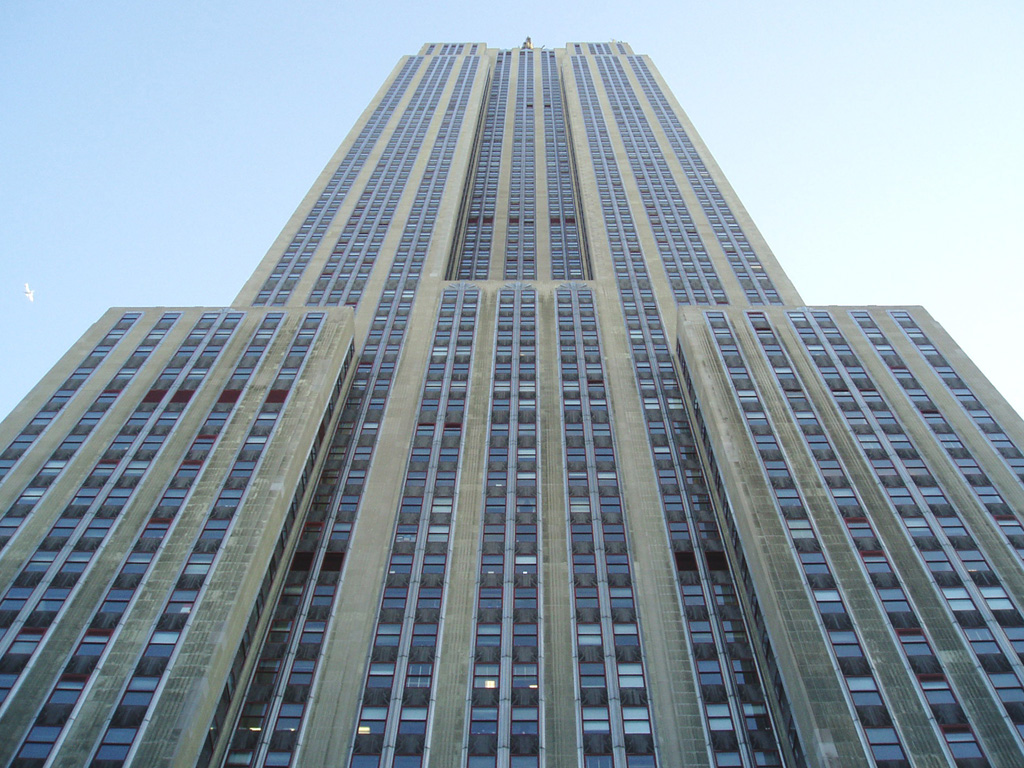
아래에서 바라본 모습.
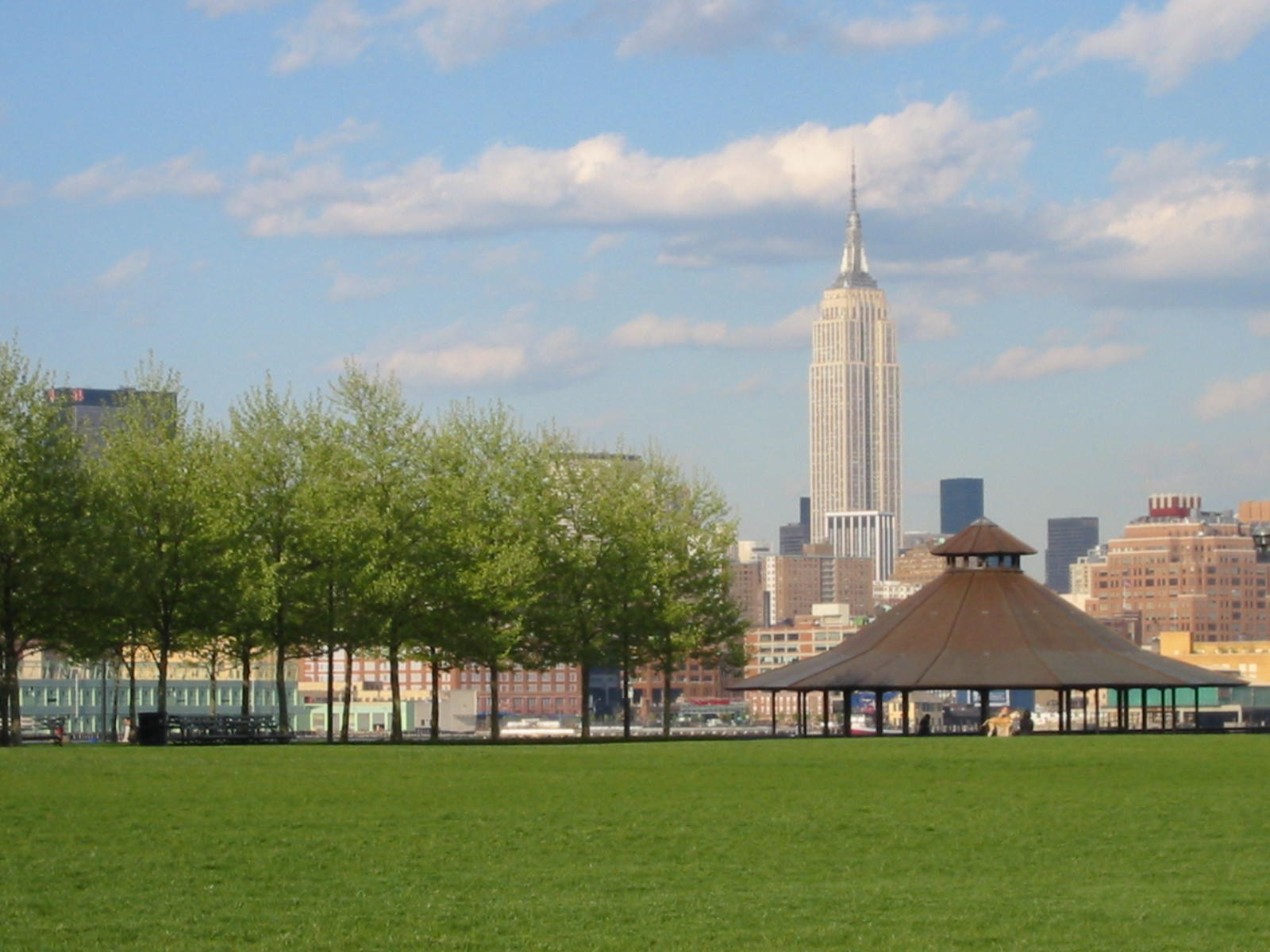
프랭크 시나트라 공원(우측)에서 바라본 모습.
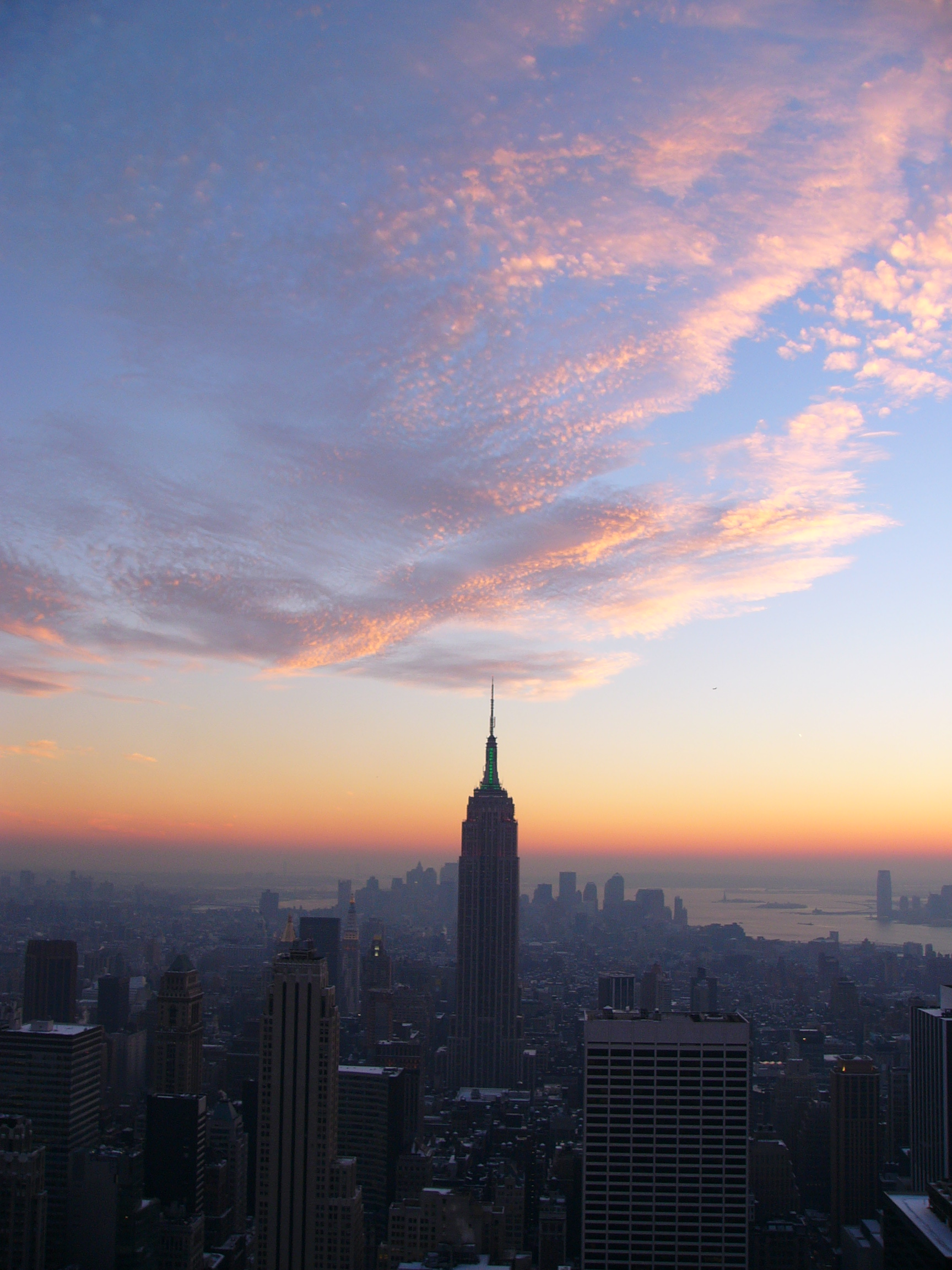
저녁에 찍은 빌딩의 모습.(가운데)
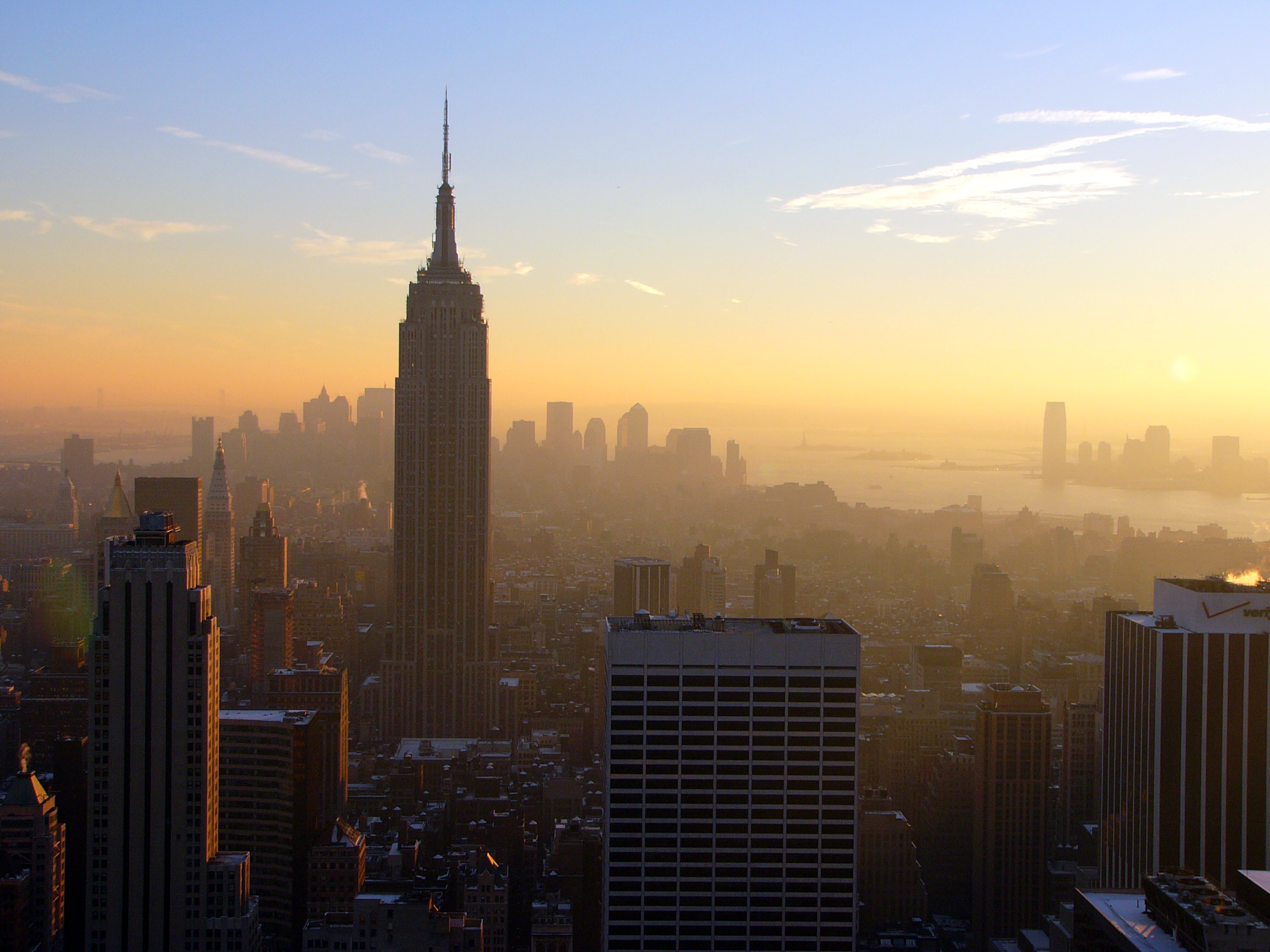
저녁에 찍은 빌딩의 모습.(좌측)
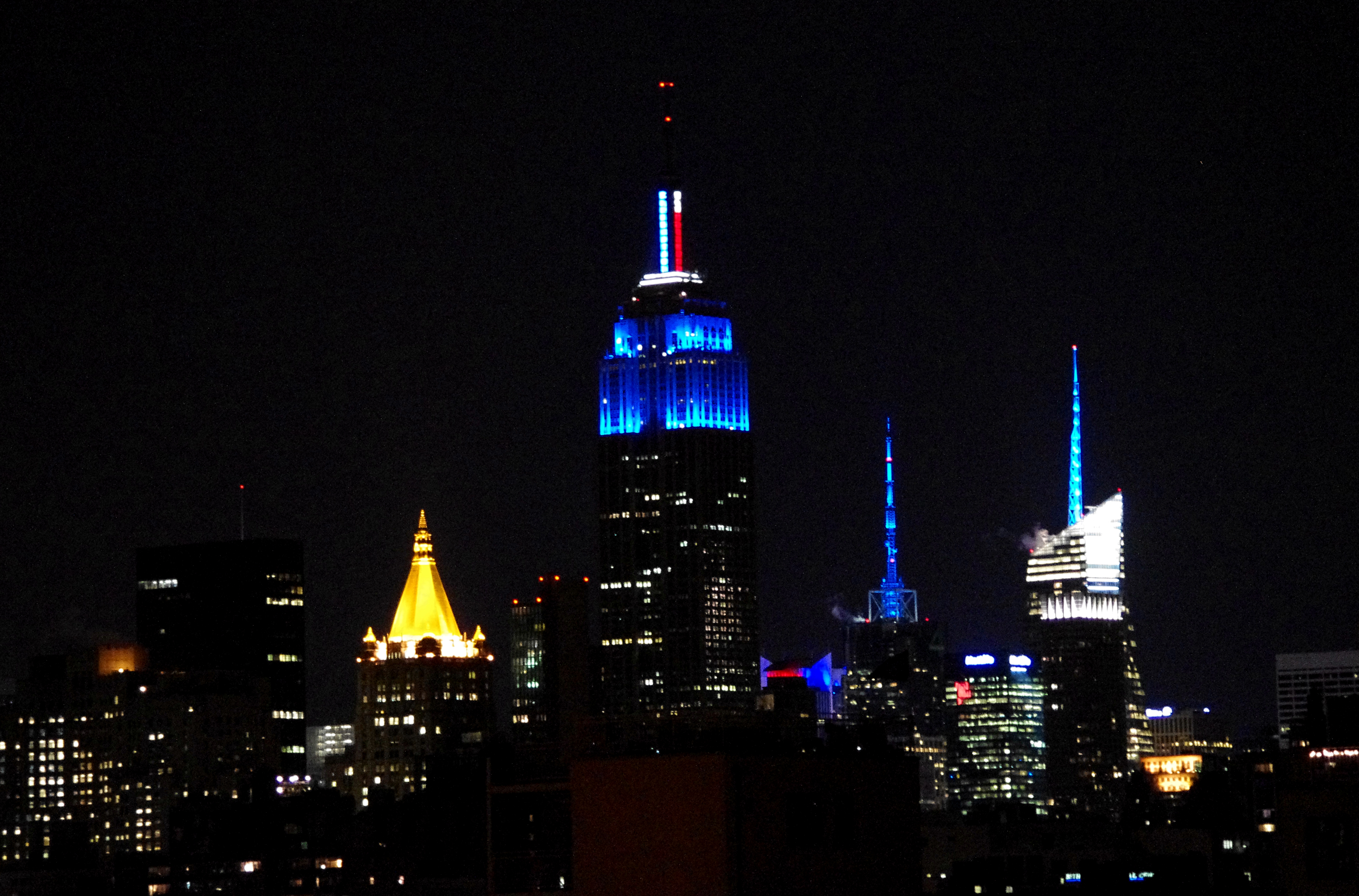
2012년 미국 대통령 선거 오바마 당선.

## 같이 보기
- 킹콩
- 세계 거탑 연맹
- 마천루 목록
- 크라이슬러 빌딩
- 플랫아이언 빌딩
- 100층 이상의 마천루 목록
- 미국의 마천루 목록
- 뉴욕의 마천루 목록
- 라바